# Märt Tiru
Märt Tiru (* 10. Oktober 1947 in Tallinn; † 18. Oktober 2005) war ein estnischer Offizier im Range eines Brigadegenerals. Zuletzt war er im Generalstab der Estnischen Verteidigungsstreitkräfte und als Verteidigungsattaché in den USA tätig.

## Leben
Märt Tiru wurde 1947 in der damaligen Estnischen Sozialistischen Sowjetrepublik geboren. Er besuchte von 1963 bis 1967 das Polytechnikum Tallinn.

### Militärische Laufbahn
Beförderungen
estnische Streitkräfte
- Major (1993)
- Oberstleutnant (1996)
- Oberst (1999)
- Brigadegeneral (2000)

Von 1967 bis 1970 diente Märt Tiru in der Sowjetischen Armee in der Region Kaliningrad und studierte 1970 bis 1975 an der Kiewer Hochschule für Kommunikationsingenieure; eine Ausbildung, die er mit Auszeichnung abschloss. Danach war er bis 1978 leitender Nachrichtentechniker im Militärbezirk Odessa. Von 1978 bis 1989 war Tiru Ingenieur im Bereich Messgeräte für die technische Kontrolle der Telekommunikation, dann Oberingenieur und schließlich stellvertretender Kommandant im Militärbezirk Odessa. In der Zeit der Perestroika versetzte er sich selbst auf einen Dienstposten zurück nach Estland und war in Rapla tätig.
Nach seinem Wechsel zu den neu aufgestellten Streitkräften Estlands war er 1992 bis 1996 in verschiedenen Positionen im Generalstab der Verteidigungskräfte tätig. Zudem besuchte er in den 1990er Jahren verschiedene Weiterbildungslehrgänge in Finnland, Schweden, Italien und den USA. Im Frühjahr 2000 wurde er zum stellvertretenden Befehlshaber der estnischen Streitkräfte ernannt. Auf diesem Posten wurde er im Juni desselben Jahres (als erster estnischer Offizier) zum Brigadegeneral befördert. Im Zusammenhang mit dem nicht ganz freiwilligen Rückzug von Johannes Kert war Tiru als dessen Nachfolger als Kommandant der Streitkräfte im Gespräch. Schließlich wurde Tarmo Kõuts zum neuen Kommandanten der Streitkräfte ernannt und Tiru wurde als sein Berater und später als Verteidigungsattaché in den USA tätig.

### Privates
Märt Tiru war verheiratet. Zusammen mit seiner Frau hatte er einen Sohn und eine Tochter.